# UFO: Aftermath
UFO: Aftermath è un videogioco strategico in tempo reale del 2003, ispirato alla serie X-COM.

## Trama
25/05/2004: un'astronave aliena entra nell'orbita terrestre e rilascia nubi di spore nell'atmosfera. Queste spore in poco tempo bloccano la luce solare sconvolgendo l'intero ecosistema terrestre. L'umanità è impreparata a questa situazione e in breve tempo si arriva al rischio di estinzione per la razza umana. Ma gli esseri umani superstiti riescono a creare una resistenza organizzata: ciò segna l'inizio della liberazione del pianeta Terra dalla minaccia aliena. Il giocatore è eletto generale delle forze superstiti dal CDT (Comitato della Terra) e, con l'aiuto dei migliori uomini messi a disposizione da questo deve liberare basi, città, abbattere UFO, e distruggere le basi aliene. Dopo una certa data viene verificata la posizione dell'Area 51 che il giocatore deve liberare, lì verrà rivelata la presenza di un'altra base questa volta nella steppa russa, liberate queste basi si verrà a conoscenza di importanti scoperte che porteranno a contattare i grigi 'buoni' che si uniranno alla squadra del giocatore, dopo importanti ricerche, battaglie e conquiste compare la biomassa, un organismo che ricopre piano piano tutta la superficie della terra, il giocatore dovrà abbattere un UFO di tipo inseminatore e studiare il 'ganglio della biomassa' oltre a compiere almeno una missione in quest'ultima, una volta fatto alcune basi possono essere trasformate in 'anti-biomassa' che reprimeranno la biomassa con strumenti psionici, ad un certo punto i reticulani chiederanno al giocatore di cessare le ostilità e lasciar sviluppare la bio-massa o continuare e morire, se si continua si dovrà conquistare una navicella aliena per andare sulla Luna e distruggere una volta per tutte le Tre regine Reticulane che fanno nascere truppe sempre nuove e fresche. fatto questo il gioco finisce

## Modalità di gioco
Il gioco è in tempo reale, con la possibilità di fermare o accelerare il tempo.
Quando non si è in missione, si può decidere da quali reclute è formata la squadra: massimo 7 soldati, 6 nelle missioni di recupero di piloti abbattuti, e il loro equipaggiamento (reperito durante le missioni o prodotto nelle basi del giocatore). È possibile effettuare ricerche (come le autopsie degli  alieni) o lo sviluppo di nuove armi, potenziamenti per gli aerei e nuove tecniche per la difesa delle basi. Le basi si distinguono in: Militari, Ricerca, Sviluppo e Anti-Biomassa (utilizzabile dopo aver sviluppato la ricerca:  "Repulsione della Biomassa").
Inoltre, sviluppando il "rilevamento UFO", è possibile attaccare le navi aliene quando esse si dirigono nel territorio del giocatore.
Ciò permette di visitare il sito dove l'UFO è stato abbattuto e dunque procedere nella storia.

## Accoglienza
Il gioco è stato valutato 69/100 dalla rivista The Games Machine, nel numero 176 di dicembre 2003.